# Djupavatjärnen
Djupavatjärnen är en sjö i Lycksele kommun i Lappland och ingår i Umeälvens huvudavrinningsområde. Sjöns area är 0,16 kvadratkilometer och den är belägen 242 meter över havet.